# Seznam památek v Sarajevu

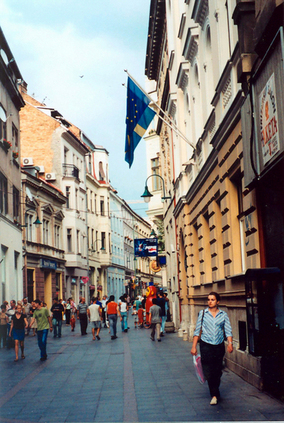
Ferhadija, hlavní pěší zóna Sarajeva

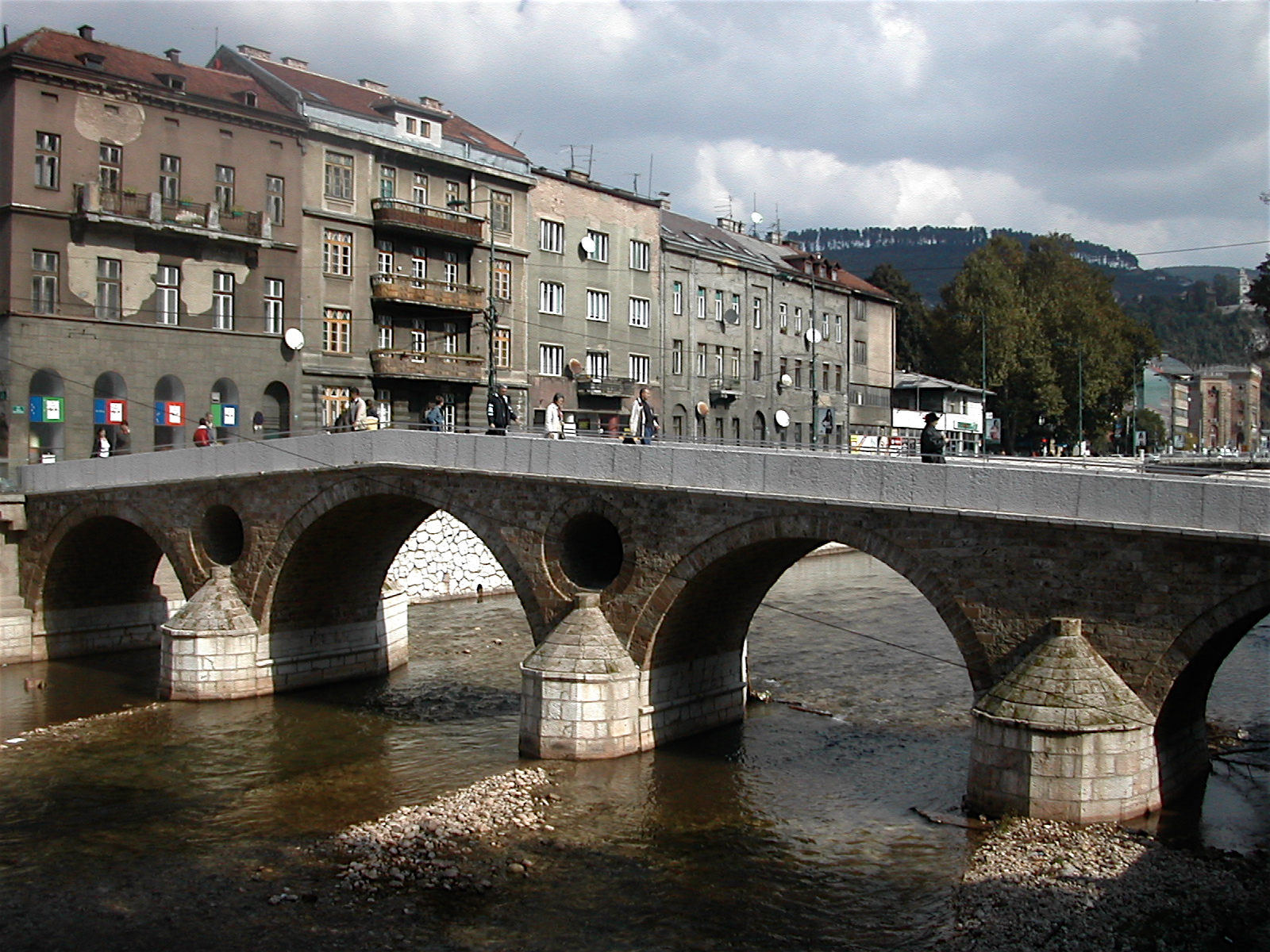
Latinský most (Latinska ćuprija)

Vzhledem k dlouhé historii zahrnující mnoho období, kdy se střídaly různé kultury i náboženství, je hlavní město Bosny a Hercegoviny Sarajevo relativně bohaté na množství různých památek, jak křesťanských, tak i muslimských či židovských.
Na území Sarajeva se nacházely i další muslimské sakrální stavby jako mešita Mehmed-bega Minetoviće (1463/64), prvního bosenského sandžak-bega, mešita Bali-bega Malkočeviče (1475/76) na Bistriku, mešita Ajas-bega, Jahja-pašova mešita, mešita Sarače-Ismaila a mnoho dalších, ale ani jedna z nich se nedochovala do dnešních dnů. Totéž i platí o křesťanských stavbách.
- Adil-begova mešita je moderní stavba, jež vznikla roku 1989. Stala se jistým symbolem náboženské identity.

- Ali-pašova mešita (Ali-Pašina džamija); zřízena na přelomu let 1560/1561 na popud budínského begler-bega Hadim Ali-paši, když působil jako správce v Bosně.

- Aškenazská synagoga (Aškenazi sinagoga) z roku 1902. Postavena architektem Karlem Paříkem v oficiálním pseudomaurském slohu rakousko-uherské okupační moci.

- Baščaršijské náměstí (Baščaršija); centrální sarajevské náměstí s sebiljem (dřevěnou kašnou podle návrhu českého architekta Alexandra Vítka), které lemují tradiční řemeslné dílny. Nynější podobu získalo až v 19. století, jelikož centrum město několikrát vyhořelo.

- Carova mešita (Carejva džamija); zřízena samotným tureckým sultánem Sulejmanem I. Překrásným v roce 1566 a dostavěna architektem Karlem Paříkem na počátku 20. století.

- Ferhadova mešita (Ferhadija džamija); postavena v roce 1562 Ferhadem-pašou, bosenským begler-begem.

- Gazi Husrev-begova mešita (Gazi Husrev-begova džamija); jedna z nejimpozantnějších sakrálních staveb osmanské architektury na Balkáně z přelomu let 1530/31. Postavena na přání Gazi Husrev-bega, druhého správce Bosny za turecké nadvlády. Dnes k mešitě patří i Gazi Husrev-begovo turbe (hrobka, 16. století), mekteb (základní muslimská škola, 1530), Kuršumlija medresa (střední muslimská škola, 1537), knihovna (1537), sahat-kula (věž s hodinami, 16. stol.), hamam (lázně,1537-1539) a hřbitov bosenských velikánů.

- Hadžijská mešita (Hadžijska džamija); postavena v letech 1541 - 1561.

- Katedrála Srdce Ježíšova (Katedrala srca Isusova); nejstarší katolický kostel v Sarajevu postavený v letech 1884-1889 v novogotickém slohu architekty Karlem Paříkem a Josipem Vancašem.

- Reiterova vila dokončena v roce 1903 podle návrhu Rudolfa Tönnise, který byl schválen a podepsán českým architektem Karlem Paříkem.

- Katedrála (Saborna crkva); pravoslavný chrám postavený v letech 1863-1872 v barokním slohu.

- Kostel sv. Antonína (Crkva sv. Ante); postaven v novorománském slohu v roce 1940.

- Kostel sv. Archanděla Michaela a Gabriela (Stara pravoslavna crkva svetih arhanđela Mihala i Gavrila); zřízen pravděpodobně na počátku 16. století. Je jedinou dochovanou křesťanskou stavbou na území Sarajeva starší 150 let.

- Kostel sv. Cyrila a Metoděje (Crkva sv. Ćirili i Metoda) z roku 1892. Ojedinělá ukázka italské renesance a baroka v Sarajevu.

- Kostel svatého Vincence z Pauly (Crkva sv. Vinka Paulskog); postaven v novogotickém stylu roku 1883.

- Kozí most (Kozja ćuprija); jeho stáří není přesně určeno, některé prameny hovoří o 16. století a některé dokonce o době římské nadvlády.

- Latinský most (Latinska ćuprija) je jednou z nejvýznamnějších památek města. Poprvé je existence mostu zmíněna v zápisech z roku 1541. Je zobrazen na znaku a vlajce města.  V roce 1914 byl na konci mostu spáchán atentát na arcivévodu Františka Ferdinanda d'Este.

- Mešita Havadži Duraka (Džamija Havadže Duraka) z roku 1528. Během vpádu rakouských vojsk Evžena Savojského roku 1697 silně poškozena, ale velmi brzy se dočkala obnovy.

- Mešita krále Fahda (Džamija Kralj Fahd) z 90. let 20. století

- Mešita Muslichudina Čekrečkiji (Džamija Muslihudina Čekrekčije) z roku 1526.

- Mešita šejcha Magriba (Džamija šeiha Magrabije); původní mešita z 15. století byla zničena vojskem Evžena Savojského roku 1697. Obnovena byla až roku 1766.

- Národní divadlo (Narodno pozorište); postavené v novorenesančním slohu na přelomu let 1897/1899.

- Sarajevská knihovna (radnice) (Vijećnica); dominanta Sarajeva byla postavena v roce 1896 v pseudomaurském slohu. Na její konečné podobě se podílel Karel Pařík, Alexander Wittek a Ciril Ivekovič.

- Sinanova tekije (Sinanova tekija); klášter muslimských mnichů postavený na přelomu let 1638/1639 bohatým sarajevským obchodníkem Hadži Sinanem-agou nebo jeho synem Mustafem-pašou. Předpokládá se, že se na stavbě podílel i turecký sultán Murad IV. jako připomínce dobytí Bagdádu.

- Starý a Nový židovský chrám (Stari i novi jevrejski hram); původní Starý chrám z roku 1581 byl dvakrát vypálen (1697 a 1768) a své obnovy se dočkal až počátkem 19. století, kdy přibyl počet židovských věřících. Nový chrám byl zřízen roku 1821.

- Svrzův dům (Svrzina kuća); tradiční ukázka bosenského begovského (šlechtického) domu z 18. století. Dnes je součástí Sarajevského muzea.

- Vila Mandić dokončena v roce 1903 podle návrhu Karla Paříka.

- Zemské muzeum (Zemaljski muzej); postaveno v letech 1908-1910 architektem Karlem Paříkem. Nachází se v něm nejrozsáhlejší sbírka muzejních předmětů na území Bosny a Hercegoviny. Zcela unikátní je i sbírka 200 000 publikací.

- Žuta Tabija; bastion, dochovaný do dnešních dob v podobě parku, poskytující výhled na město.